# Ludwig Weisshappel

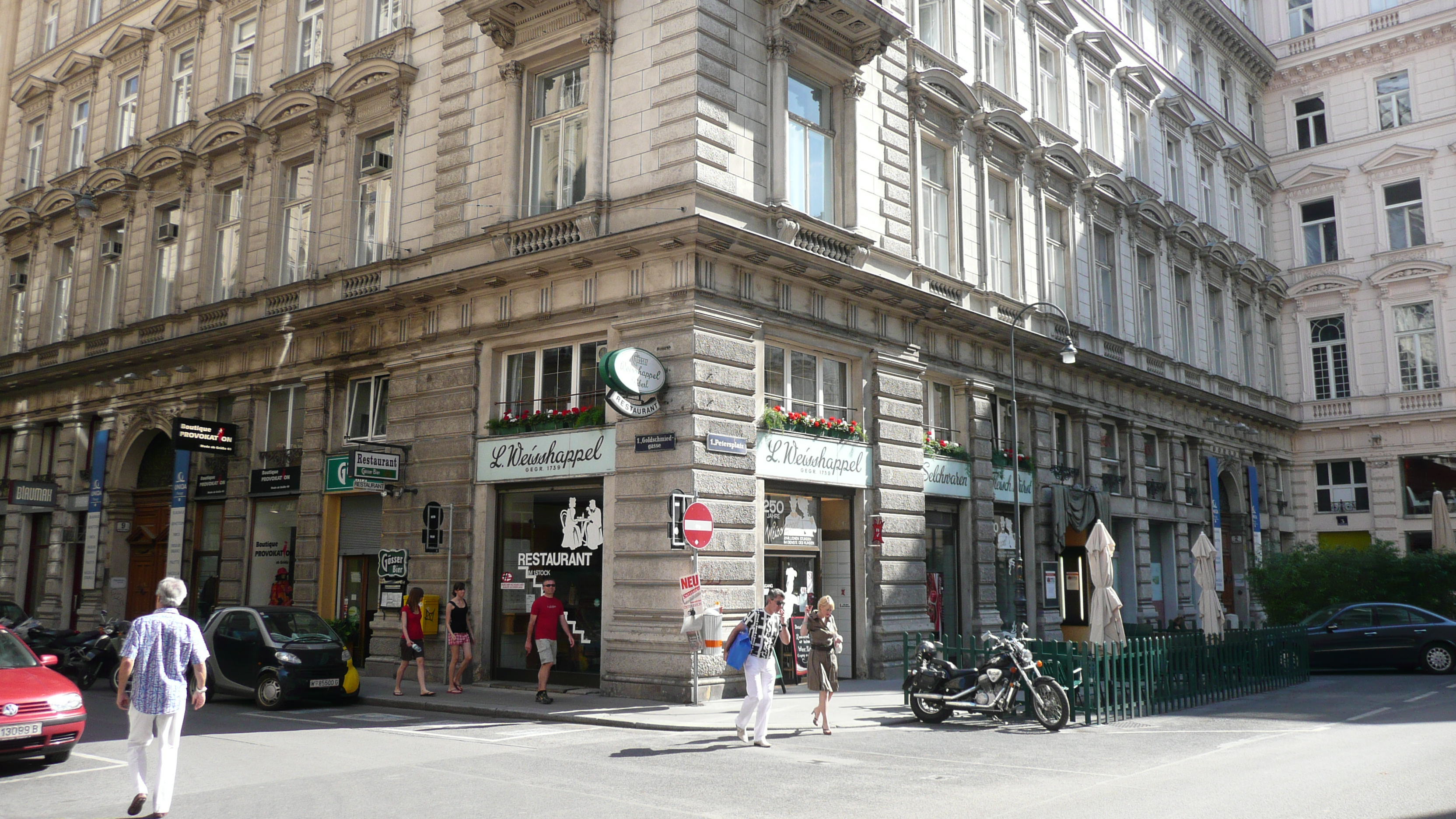
Ansicht vom L. Weisshappel am Wiener Petersplatz, 2008

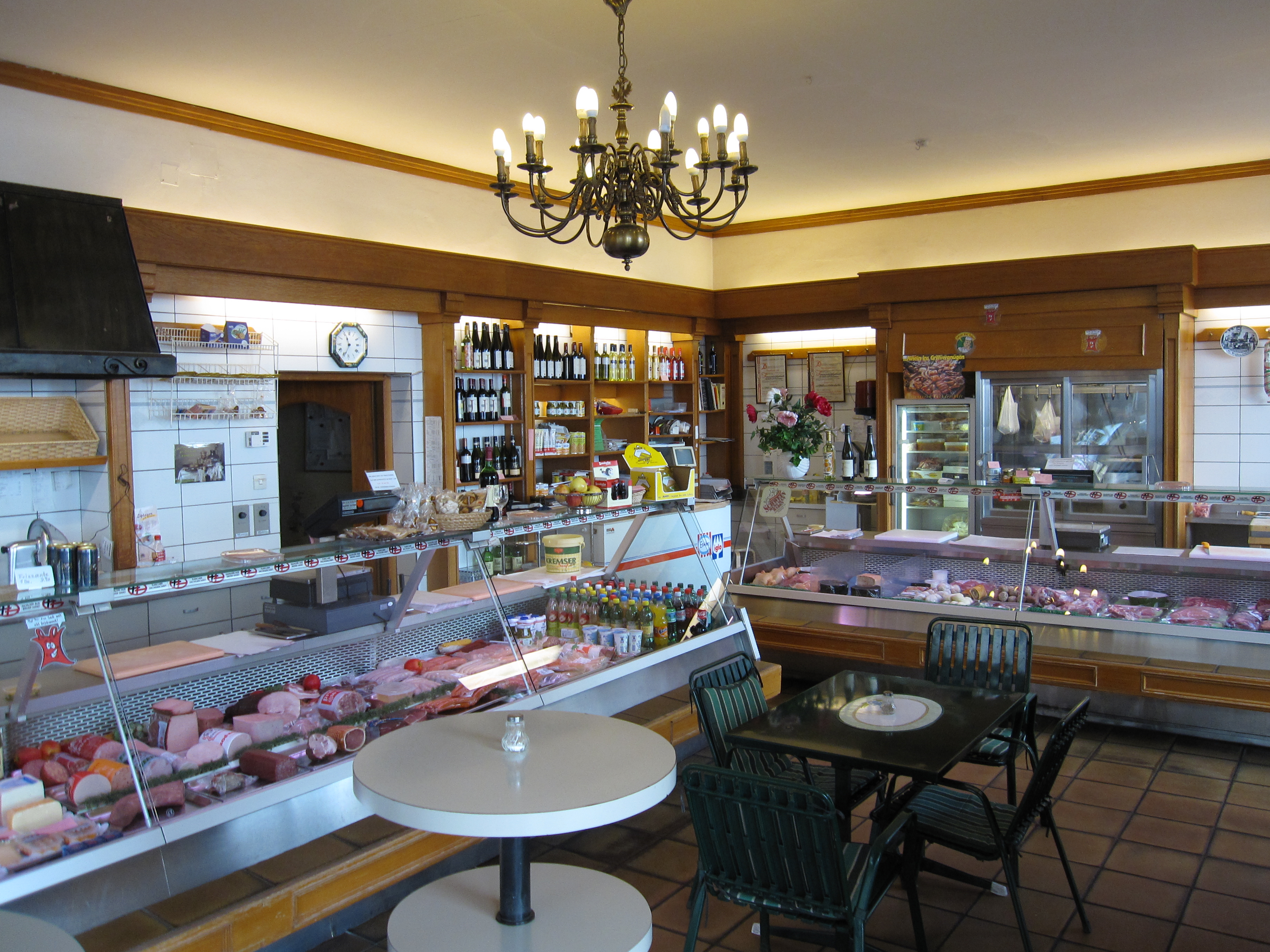
Innenansicht, Mai 2009

L. Weishappel in einer Huldigung der k.u.k. Hof- und Kammerlieferanten zum Thronjubiläum 1908

Das Unternehmen Ludwig Weisshappel (auch: Weißhappel) war bei seiner Schließung 2009 einer der ältesten Betriebe Wiens und ehemaliger k.u.k. Hoflieferant. Es hatte seinen Sitz am Petersplatz 1 im 1. Wiener Gemeindebezirk Innere Stadt. Das Unternehmen wurde 1739 gegründet und befand sich bis zur Schließung in Familienbesitz.

## Geschichte
Die Familie Weisshappel kam ursprünglich aus Vohenstrauß bei Nürnberg. Geschrieben wurde der Name damals „Weißheuppel“ und geht bis 1550 zurück. In den Wiener Bürgereidbüchern findet sich der Name mehrmals, hauptberuflich waren die Weisshappels Fleischhauer, Käsestecher, Viehhändler usw. 
Als Gründungsjahr der Fleischselcherei ist 1739 angegeben. Die Familie ist damals laut Archiven im Wiener Rathaus bereits sehr erfolgreich gewesen. Verbürgt ist der Name Johann Weisshappel (1773–1841), der vor 1797 von Deutschland nach Wien kam. Das Unternehmen war zuerst im Augarten ansässig, der Sohn Johann Adam Weisshappel (1803–1865) war ab 1829 auch in der Leopoldstadt tätig. 1834 wurde in die Magdalenenstraße im 6. Bezirk übersiedelt, dort wurde eine große Selcherei mit Fabrik und Geschäft eröffnet.
Von Mitte der 1800er Jahre bis 1858 durfte Johann Adam Weisshappel den Wiener Hof mit seinen Waren beliefern, wenn auch er keinen offiziellen Titel als Hoflieferant erhielt. Nach seinem Tod übernahm der Sohn Ludwig Weisshappel (1832–1903) das Unternehmen.
Ludwig Weisshappel wanderte als Geselle viel durch Europa bis nach Paris. Er bewarb sich erfolgreich für den offiziellen Hoflieferantentitel. Er war Abgeordneter im Wiener Gemeinderat wie sein Vater und bekämpfte den Antisemitismus stark. Er bekleidete auch das Amt des Meisters der Fleischselcherinnung. Das Geschäft am Petersplatz wurde 1850/55 eröffnet. Sein Sohn Ludwig (1860–1893), der ebenfalls den Hoflieferantentitel erhielt, übernahm den Laden nur kurz. Nach seinem frühzeitigen Tod übernahm seine Witwe Elise den Betrieb. Elise Weisshappel († 1945) war für ihre resolute Art bekannt und war ein Wiener Original. Als alleinerziehende Witwe von drei Töchtern gelang es ihr trotzdem, sich wieder erfolgreich für den Hoflieferantentitel zu bewerben. 
Weisshappel verkaufte nicht nur, sondern präsentierte sich auch aktiv an Ausstellungen und Messen. Auf der Jagdausstellung von 1910 erhielt Weisshappel sogar seinen eigenen Pavillon, wo die Zubereitung vor dem Publikum dargeboten wurde. Nicht nur den Wiener Hof wurde durch das Hofwirtschaftsamt beliefert, sondern auch das k.u.k. Heereskommando an der Ostfront während des Ersten Weltkrieges. Nach dem Zusammenbruch der Monarchie konnte Weisshappel trotzdem weiterbestehen. Nach Ende des Zweiten Weltkrieges verlor Weisshappel die Manufaktur an der Magdalenenstraße. Die Tochter von Elise Weisshappel, Leopoldine, führte zusammen mit ihrer Schwester Lisl den Betrieb weiter. Ihr Sohn Wilhelm (1916–1975) und dessen Sohn – wiederum Michael Weisshappel (* 1942) – führten die Geschäfte fort. Außer dem Fleischladen im Erdgeschoß befand sich im zweiten Stock ein kleines Restaurant.
Am 26. Juni 2009 wurde das Traditionsgeschäft geschlossen, da in der Familie keine Nachfolger für den Betrieb gefunden werden konnten. Das Ladenlokal soll zu einem Restaurant umgebaut werden, das ab Herbst 2009 von der Thai-Restaurant-Kette Patara betrieben werden soll.

## Weisshappel als Institution
Das Unternehmen fand Eingang in die Kunst und Literatur. In Fritz von Herzmanovsky-Orlandos Werk Scoglio Pomo oder Rout am Fliegenden Holländer wird es erwähnt. Weiters kommt Weisshappel als Verballhornung (Weisskappel) in der Operette Auf Befehl der Herzogin von Leopold Jacobson und Robert Bodanzky als Wurstmacher vor. Der Tenor Leo Slezak und der Schriftsteller Wilhelm Kisch erwähnen es ebenfalls in ihren Werken.